# ألان روز
ألان روز (بالإنجليزية: Alan Rose)‏ هو موظف مدني أسترالي، ولد في 3 مايو 1944.